# ۲۹ ذی‌الحجه
۲۹ ذیحجه، بیست و نهمین روز از ماه ذیحجه در تقویم هجری قمری است.
در تقویم هجری قمری قراردادی این روز سیصد و پنجاه و چهارمین روز (و آخرین روز) سال است.

## وقایع
- تصرف شهر بیروت توسط سپاهیان مسلمان شام و مصر در جنگ با صلیبی‌ها (۶۹۰ ق)
- قتل «شیخ محمد خیابانی» روحانی مبارز در تبریز (۱۳۳۸ ق)

## درگذشتگان
- درگذشت «ابن خیاط» دانشمند و نحوی بزرگ (۳۲۰ ق)
- «شیخ محمد خیابانی» روحانی مبارز (۱۳۳۸ ق)